# Kínai papíreperfa
A kínai papíreperfa (papírszederfa, Broussonetia papyrifera) az eperfafélék (Moraceae) családjában a névadó Moreae nemzetségcsoportba sorolt papíreperfa nemzetség egyik, valószínűleg legismertebb faja számos alfajjal, illetve kertészeti változattal.

## Származása, elterjedése
Őshazája Kelet-Ázsia (Kína, Japán). A Csendes-óceán egyes szigetein is nő. Dísznövényként sokfelé betelepítették.

## Megjelenése, felépítése
Hazájában 15 m magas fa, Európában mintegy 3 m magasra növő, többtörzsű lombhullató cserje. Koronája sátorozó . Vastag, merev, beles vesszeje szürkésvörös; ágai lágyan szőrözöttek.
Széles tojásdad, 7–20 cm hosszú levelei röviden hegyesek vagy három karéjúak. Színük érdes, fonákuk lágyan szőrös, szürkészöld. Kétlaki növény, porzós barkái kb. 7 cm hosszúak. Májusban virágzik. Áltermése mintegy centiméter átmérőjű zöld gömb, amiből a magvak narancspiros, nyelvszerű nyúlványokon lógnak .

## Felhasználása
Kérgéből készítik a Csendes-óceán szigetein, így a Hawaii-szigeteken és a Húsvét-szigeten is kedvelt, tapa nevű ruhaanyagot . Kínában, Koreában és Japánban papírkészítéshez használják a kérgét.
Látványos termése miatt sokfelé dísznövénynek ültetik. A termés nyúlványai ehetők, de az európai ízlés számára „kellemetlenül édesek”.

## Galéria
|  |  |